# Australian Open de 2008
O Australian Open de 2008 foi um torneio de tênis disputado nas quadras duras do Melbourne Park, em Melbourne, na Austrália, entre 14 e 27 de janeiro. Corresponde à 40ª edição da era aberta e à 96ª de todos os tempos.

## Cabeças de chave

### Simples

#### Masculino
1. Roger Federer (Semi-Finais)
2. Rafael Nadal (Semi-Finais)
3. Novak Đoković (Campeão)
4. Nikolay Davydenko (4ª Rodada)
5. David Ferrer (Quartas-de-Final)
6. Andy Roddick (3ª Rodada)
7. Fernando González (3ª Rodada)
8. Richard Gasquet (4ª Rodada)
9. Andy Murray (1ª Rodada)
10. David Nalbandian (3ª Rodada)
11. Tommy Robredo (2ª Rodada)
12. James Blake (Quartas-de-Final)
13. Tomáš Berdych (4ª Rodada)
14. Mikhail Youzhny (Quartas-de-Final)
15. Marcos Baghdatis (3ª Rodada)
16. Carlos Moyá (1ª Rodada)
17. Ivan Ljubičić (1ª Rodada)
18. Juan Ignacio Chela (1ª Rodada)
19. Lleyton Hewitt (4ª Rodada)
20. Ivo Karlović (3ª Rodada)
21. Juan Mónaco (3ª Rodada)
22. Juan Carlos Ferrero (4ª Rodada)
23. Paul-Henri Mathieu (4ª Rodada)
24. Jarkko Nieminen (Quartas-de-Final)
25. Fernando Verdasco (2ª Rodada)
26. Stanislas Wawrinka (2ª Rodada)
27. Nicolás Almagro (1ª Rodada)
28. Gilles Simon (3ª Rodada)
29. Philipp Kohlschreiber (4ª Rodada)
30. Radek Štěpánek (1ª Rodada)
31. Igor Andreev (3ª Rodada)
32. Dmitry Tursunov (2ª Rodada)

#### Feminino
1. Justine Henin (Quartas-de-Final)
2. Svetlana Kuznetsova (3ª Rodada)
3. Jelena Janković (Semi-Finais)
4. Ana Ivanović (Final)
5. Maria Sharapova (Campeã)
6. Anna Chakvetadze (3ª Rodada)
7. Serena Williams (Quartas-de-Final)
8. Venus Williams (Quartas-de-Final)
9. Daniela Hantuchová (Semi-Finais)
10. Marion Bartoli (1ª Rodada)
11. Elena Dementieva (4ª Rodada)
12. Nicole Vaidišová (4ª Rodada)
13. Tatiana Golovin (2ª Rodada)
14. Nadia Petrova (4ª Rodada)
15. Patty Schnyder (2ª Rodada)
16. Dinara Safina (1ª Rodada)
17. Shahar Peer (3ª Rodada)
18. Amélie Mauresmo (3ª Rodada)
19. Sybille Bammer (2ª Rodada)
20. Ágnes Szávay (1ª Rodada)
21. Alona Bondarenko (2ª Rodada)
22. Lucie Šafářová (1ª Rodada)
23. Vera Zvonareva (1ª Rodada)
24. Na Li (3ª Rodada)
25. Francesca Schiavone (3ª Rodada)
26. Victoria Azarenka (3ª Rodada)
27. Maria Kirilenko (4ª Rodada)
28. Katarina Srebotnik (3ª Rodada)
29. Agnieszka Radwańska (Quartas-de-Final)
30. Virginie Razzano (3ª Rodada)
31. Sania Mirza (3ª Rodada)
32. Julia Vakulenko (1ª Rodada)

## Finais

### Profissional
| Categoria | Evento    | Campeã(s)(o/ões)                     | Vice-campeã(s)(o/ões)          | Resultado           | Chave(s)  | Chave(s)       |
| --------- | --------- | ------------------------------------ | ------------------------------ | ------------------- | --------- | -------------- |
| Simples   | Masculino | Novak Djokovic                       | Jo-Wilfried Tsonga             | 4–6, 6–4, 6–3, 7–62 | principal | qualificatório |
| Simples   | Feminino  | Maria Sharapova                      | Ana Ivanović                   | 7–5, 6–3            | principal | qualificatório |
| Duplas    | Masculino | Jonathan Erlich Andy Ram             | Arnaud Clément Michaël Llodra  | 7–5, 7–64           | principal | principal      |
| Duplas    | Feminino  | Alona Bondarenko Kateryna Bondarenko | Victoria Azarenka Shahar Pe'er | 2–6, 6–1, 6–4       | principal | principal      |
| Duplas    | Misto     | Sun Tiantian Nenad Zimonjić          | Sania Mirza Mahesh Bhupathi    | 7–64, 6–4           | principal | principal      |

### Juvenil
| Categoria | Evento    | Campeã(s)(o/ões)                       | Vice-campeã(s)(o/ões)        | Resultado        | Chave(s)  | Chave(s)       |
| --------- | --------- | -------------------------------------- | ---------------------------- | ---------------- | --------- | -------------- |
| Simples   | Masculino | Bernard Tomic                          | Yang Tsung-hua               | 4–6, 7–65, 6–0   | principal | qualificatório |
| Simples   | Feminino  | Arantxa Rus                            | Jessica Moore                | 6–3, 6–4         | principal | qualificatório |
| Duplas    | Masculino | Hsieh Cheng-peng Yang Tsung-hua        | Vasek Pospisil César Ramírez | 3–6, 7–5, [10–5] | principal | principal      |
| Duplas    | Feminino  | Ksenia Lykina Anastasia Pavlyuchenkova | Elena Bogdan Misaki Doi      | 6–0, 6–4         | principal | principal      |

### Cadeirante
| Categoria | Evento       | Campeã(s)(o/ões)               | Vice-campeã(s)(o/ões)       | Resultado        | Chave     |
| --------- | ------------ | ------------------------------ | --------------------------- | ---------------- | --------- |
| Simples   | Masculino    | Shingo Kunieda                 | Michaël Jeremiasz           | 6–1, 6–4         | principal |
| Simples   | Feminino     | Esther Vergeer                 | Korie Homan                 | 6–3, 6–3         | principal |
| Simples   | Tetraplégico | Peter Norfolk                  | David Wagner                | 6–2, 6–3         | principal |
| Duplas    | Masculino    | Shingo Kunieda Satoshi Saida   | Robin Ammerlaan Ronald Vink | 6–4, 6–3         | principal |
| Duplas    | Feminino     | Jiske Griffioen Esther Vergeer | Korie Homan Sharon Walraven | 6–3, 6–1         | principal |
| Duplas    | Tetraplégico | Nicholas Taylor David Wagner   | Sarah Hunter Peter Norfolk  | 5–7, 6–0, [10–3] | principal |